# Carl Achenbach
Carl Achenbach (auch Karl; * 14. Juni 1881 in Duisburg; † 22. Februar 1961 in Kassel) war ein deutscher Maler und Fotograf.

## Leben

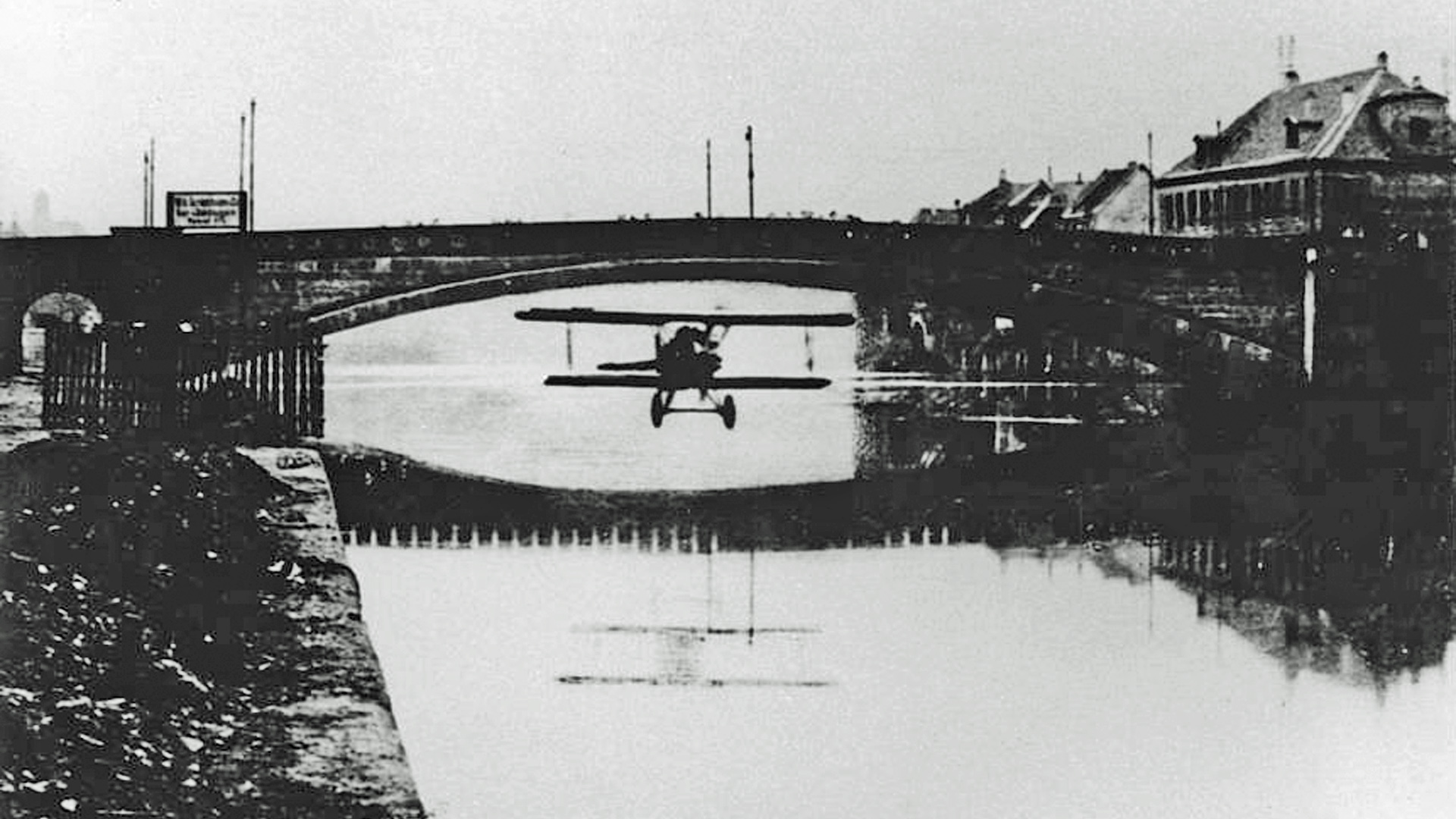
Die Fotomontage aus dem Jahr 1924 zum Flug unter der Kasseler Fuldabrücke von Carl Achenbach

Carl Achenbach war der Nachfolger Kaiser Wilhelms Hoffotografen Oscar Tellgmann. Seine Fotomontage von dem Durchflug durch die Kasseler Fuldabrücke des Piloten Kurt Katzenstein im November 1924 wurde von der weltweiten Presse bestaunt.
Der Maler schuf Ansichten von Kassel, Landschaften bei Harle sowie Motive der Schwalm. Er malte Akte und Tierdarstellungen in Öl und Aquarellfarben. Carl Achenbach war verheiratet mit Mary Achenbach und lebte bis zu seinem Tod in Kassel.

## Ausstellungen
- 1944: Gauausstellung kurhessischer Künstler[1] Kunstverein Kassel, Ballhaus Kassel

## Werke in Sammlungen
- Neue Galerie Kassel